# La casa senza tempo
La casa senza tempo è un film del 1943 diretto da Andrea Forzano con lo pseudonimo di Andrea Della Sabbia. È un soggetto di tematica spionistica, inizialmente girato come film di propaganda ma modificato per essere distribuito nel 1945.

## Trama
Vengono compiuti numerosi tentativi di prelevare importanti piani militari, sugli studi e costruzione di un nuovo aereo, da parte di spie di una potenza straniera. Dopo misteriosi avvenimenti e persone scomparse il nemico sarà sconfitto.

## Produzione
Il film, girato a Tirrenia prima del 25 luglio 1943, causa accadimenti del periodo, uscì nelle pubbliche sale solo alla fine del 1945.
All'origine si trattava di un soggetto di propaganda bellica, che fu poi trasformato, con il rimontaggio e il ridoppiaggio, in un film dove il nemico era altro.
La necessità fu di rendere il film, girato nel 1943, durante il fascismo, accettabile per un pubblico del 1945, a guerra finita ed a regime caduto.
Le manomissioni della pellicola rendono il film pieno di anomalie e contraddizioni, nello svolgimento delle scene, all'origine il nemico forse gli anglo-americani nella versione finale, diventano forse nazisti.

## Critica
(FantaFilm)